# Organisation européenne des sports des sourds
L'Organisation européenne des sports des sourds, souvent abrégée en EDSO, (en anglais : Europaen Deaf Sport Organization), est une organisation non gouvernementale européenne des sports pour les sourds, avec un effectif de 40 membres à travers l'Europe (en 2014).

## Histoire
Depuis 1924, le comité international des sports des Sourds organise des Championnats d'Europe, puis des pays non-européens s'affilient au CISS donc celui-ci ne peut plus s'occuper des jeux européens. Alors Belgique, Pays-Bas, France et Allemagne ont fondé l'Europaen Deaf Sport Organization (en français : Organisation européenne des sports des sourds) dans le but d'organiser les championnats d'Europe plus régulièrement après ceux d'Antibes le 7 juillet 1983. L'EDSO est affilié au Comité international des sports des Sourds et les pays européens qui sont les membres du CISS sont automatique membres de l'EDSO. L'Organisation européenne des sports des sourds compte 40 pays membres, et 50 000 sportifs sourds en Europe.
En 1995, le cofondateur et le premier président de l'EDSO, Hendrik J. de Haas meurt subitement pendant son travail à l'organisation du 3e Championnat d'Europe de football.

### Liste des présidents
- 1983-1995 :  Hendrik J. de Haas
- 1995-2004 :  Lennart Edwall
- 2004-2010 :  Isabelle Malaurie
- 2010-2018:  Bjørn Røine
- 2018 - :  Iosif Stavrakakis